# Mațkivți, Lubnî
Mațkivți (în ucraineană Мацківці) este localitatea de reședință a comunei Mațkivți din raionul Lubnî, regiunea Poltava, Ucraina.

## Demografie
Componența lingvistică a localității Mațkivți
     Ucraineană (98,65%)
     Rusă (1,35%)
Conform recensământului din 2001, majoritatea populației localității Mațkivți era vorbitoare de ucraineană (98,65%), existând în minoritate și vorbitori de rusă (1,35%).